# Konstantin Konstantinowitsch Fljorow
Konstantin Konstantinowitsch Fljorow (russisch Константин Константинович Флёров, wiss. Transliteration Konstantin Konstantinovič Flërov, englisch: Konstantin Konstantinovich Flerov; * 22. Januarjul. / 4. Februar 1904greg. in Moskau; † 26. Juli 1980) war ein russischer beziehungsweise sowjetischer Paläontologe, Museumsleiter, Tierillustrator und Paläokünstler. Er rekonstruierte das Aussehen vieler fossiler Tiere, und seine Illustrationen wurden in der zweiten Hälfte des 20. Jahrhunderts häufig in paläontologischen Werken zitiert. 

## Leben
Fljorows Vater war Arzt und Universitätsprofessor. Er nahm ihn häufig mit in den Zoo, wo er bereits in seiner frühen Kindheit Tiere skizzierte. Im Jahr 1913, im Alter von 9 Jahren, lernte er den Künstler Wassili Alexejewitsch Watagin (später Vollmitglied der Akademie der Künste der UdSSR und einer der ersten Tiermaler in Russland, die prähistorische Tiere malten) kennen. Dieser wurde auf die künstlerischen Fähigkeiten von Konstantin Fljorow aufmerksam und brachte ihn in das Atelier für Tierillustration, wo Alexei Stepanowitsch Stepanow (ein Absolvent der Russischen Akademie der Künste) sein Lehrer wurde. In dessen Werkstatt erwarb Fljorow professionelle Kenntnisse der akademischen Schule der Malerei.
Drei Faktoren bestimmten anschließend seine Berufswahl: Mangelndes Interesse an den Strömungen in der Malerei der vor- und nachrevolutionären Zeit, Fehlen eines speziellen zoologischen Kurses in den höheren Kunstausbildungsinstituten sowie ein großes Interesse an der Zoologie. Er trat in die biologische Abteilung der Moskauer Universität ein (damals die naturwissenschaftliche Abteilung der Fakultät für Physik und Mathematik der Staatlichen Universität Moskau). Gleichzeitig setzte Fljorow seine Ausbildung als Illustrator und Maler fort. 1925 schloss er erfolgreich seine Studien ab. 
Anschließend arbeitete Fljorow 30 Jahre lang am Zoologischen Institut in Leningrad. Er nahm an vielen Reisen und wissenschaftlichen Exkursionen teil, darunter an der paläontologischen Expedition der Russischen Akademie der Wissenschaften in die Mongolei. 
1935 erhielt Fljorow den akademischen Grad eines Kandidaten der Biowissenschaften ohne Verteidigung.
1938 wurde Fljorow von Watagin an das Staatliche Darwin-Museum in Moskau berufen. Er nahm die Stelle an und arbeitete bis 1946 in dieser Institution. Von 1938 bis 1973 arbeitete er am Paläontologischen Institut der Sowjetischen Akademie der Wissenschaften, darunter von 1945 bis 1946 als leitenter Abteilungschef.
Auf der Grundlage der bedeutendsten biologischen Sammlungen wurde eine Reihe von Gemälden und Skulpturen angefertigt, die die wichtigsten Etappen der Evolution der Tierwelt der Erde nachstellen. Die Kombination der beiden Komponenten ermöglichte es Fljorow, das Aussehen der Tiere auf der Basis von Skeletten erfolgreich zu rekonstruieren, ihre Skulpturen zu schaffen und Bilder zu den Themen der prähistorischen Welt zu erstellen.
Im Jahr 1948 verteidigte Fljorow seine Dissertation zum Thema Monographische Beschreibung der hirschartigen Tiere.
Die von Fljorow erstellten Rekonstruktionen ausgestorbener Tiere und der Abschluss seiner Doktorarbeit lenkten die Aufmerksamkeit der Paläontologen auf ihn. 1946 wurde ihm angeboten, den Direktorenposten am nach Juri Alexandrowitsch Orlow (1946–1972) benannten Paläontologischen Museum Moskau zu übernehmen. Fljorow bekleidete dieses Amt 26 Jahre, bis 1972.
Als studierter Zoologe, der sich mit der modernen Fauna beschäftigte, richtete Fljorow in der Paläontologie seine Aufmerksamkeit auf die letzte geologische Phase der Erdgeschichte, die Zeit der Entstehung der modernen Säugetiere, insbesondere der Hirsche.
Die wissenschaftlichen Forschungen Fljorows wurden parallel dazu von ihrer künstlerischen Umsetzung in einer Reihe von Bildern begleitet. Diese Werke stellen die Welt des Quartärs dar.
Gleichzeitig führte Fljorow eine Reihe von grafischen Arbeiten aus: Er illustrierte den paläontologischen Teil einer Kinderenzyklopädie, den Atlas der Jagd- und Nutztiere, Bücher von Wladimir Afanassjewitsch Obrutschew und Juri Alexandrowitsch Orlow sowie des Wissenschaftlers und Science-Fiction-Autors Iwan Antonowitsch Jefremow.
1971 fand in Paris anlässlich des Kongresses der Quartärforscher eine Ausstellung mit Gemälden von Fljorow statt. Sie war ein großer Erfolg beim Publikum. Es wurden auch Werke des Anthropologen Michail Michailowitsch Gerassimow gezeigt. Die Kommunikation zwischen den beiden Wissenschaftlern war sehr effektiv. In der Folge schuf Fljorow eine Reihe von Gemälden zum Thema Der Frühmensch.
Ab 1973 arbeitete er am A. N. Sewerzow Institut für Evolutionäre Morphologie und Ökologie der Tiere (IEMESch) der Akademie der Wissenschaften der UdSSR.
Fljorow starb am 26. Juli 1980 im Alter von 76 Jahren an einem Herzstillstand.
Fljorows Werke befinden sich im Zoologischen Museum Sankt Petersburg, im Staatlichen Darwin-Museum, im Paläontologischen Museum Yuri Orlow, im Nationalmuseum der Mongolei und im Institut für Quartärpaläontologie (heute Senckenberg Forschungsstation für Quartärpaläontologie) in Deutschland.
Eine Reihe von Werken Fljorows wurde an ausländische Kollegen und Mitarbeiter des Paläontologischen Instituts der Akademie der Wissenschaften der UdSSR verschenkt und befindet sich heute in Privatsammlungen.
Viele Werke Fljorows wurden in der zweiten Hälfte des 20. Jahrhunderts in Fach-, populärwissenschaftlicher und pädagogischer Literatur, in der Philatelie, bei der Gestaltung von Anschauungsmaterial und in Museumsausstellungen zitiert und reproduziert.

## Dedikationsnamen
2012 wurde die Rauisuchia-Art Bystrowisuchus flerovi zu Ehren von Fljorow benannt. Daneben sind die fossilen Paarhuferarten Paradicrocerus flerovi und Lagomeryx flerovi nach ihm benannt.

## Erstbeschreibungen von Konstantin Konstantinowitsch Fljorow
- Archaeolambda Flerov, 1952
- Pseudalces Flerov, 1962
- Przewalskium Flerov, 1930
- Mongolotherium efremovi Flerov, 1957
- Moschus berezovskii Flerov, 1929
- Rangifer tarandus valentinae Flerov, 1933
- Lophiomeryx turgaicus Flerov, 1938
- Mongolotherium plantigradum Flerov, 1952
- Archaeolambda planicanina (Flerov, 1952)
- Ochotona hyperborea subsp. uralensis Flerov, 1927
- Moschus moschiferus subsp. arcticus Flerov, 1929
- Moschus moschiferus subsp. sachalinensis Flerov, 1929
- Cervus alashanicus Bobrinskii & Flerov, 1935